# James Quigley
James Michael Quigley (Mount Carmel, 30 marzo 1918 – Washington, 15 dicembre 2011) è stato un politico statunitense, membro della Camera dei Rappresentanti per lo stato della Pennsylvania dal 1955 al 1957 e poi ancora dal 1959 al 1961.

## Biografia
Nato a Mount Carmel, Quigley studiò alla Villanova University e si laureò in giurisprudenza. Prestò servizio militare nella marina durante la seconda guerra mondiale, prendendo parte alla campagna delle Filippine e alla battaglia di Okinawa. Dopo il V-J Day fu impegnato con le forze di occupazione in Corea e in Cina. Rientrato in patria, lavorò come avvocato.
Entrato in politica con il Partito Democratico, nel 1950 si candidò infruttuosamente alla Camera dei Rappresentanti, venendo sconfitto dal repubblicano Walter Mumma. Nel 1954 si candidò nuovamente alla Camera ma in un'altra circoscrizione e in questa occasione riuscì ad essere eletto, sconfiggendo il deputato repubblicano in carica S. Walter Stauffer. Due anni dopo, Quigley e Stauffer si sfidarono per la seconda volta e Quigley fu sconfitto, perdendo il seggio.
L'anno seguente, Quigley venne assunto come assistente amministrativo dall'allora senatore Joseph S. Clark Jr.. Nel 1958 sfidò per la terza volta Stauffer e riuscì a farsi rieleggere deputato, tornando al Congresso. Nel 1960 chiese un altro mandato agli elettori ma fu sconfitto dal repubblicano George Atlee Goodling e lasciò definitivamente la Camera.
Successivamente fu assunto al Dipartimento della Salute, lavorando sotto le amministrazioni Kennedy e Johnson.
James Quigley morì nel 2011 all'età di novantatré anni.